# Csanggang
Csanggang (hangul: 장강군, Csanggang-kun, handzsa: 長江郡, RR: Changgang-kun, ’hosszú folyó’) megye Észak-Koreában, Csagang (Chagang) tartományban.
1949 decemberéig Kanggje (Kanggye) megye része volt, és az alábbi hat település egyesítéséből hozták létre:
- Kongbuk-mjon (공북면; 公北面, Kongbuk-myŏn)
- Csongnam-mjon (종남면; 從南面, Chongnam-myŏn)
- Csongszo-mjon (종서면; 從西面, Chongsŏ-myŏn)
- Kokha-mjon (곡하면; 曲河面, Kokha-myŏn)
- Orö-mjon (어뢰면; 漁雷面, Ŏroe-myŏn)
- Tongmun-mjon (동문면; 東門面, Tongmun-myŏn)

## Földrajza
Északról Manpho (Manp'o) városa, illetve Csaszong (Chasŏng) megye, nyugatról Sidzsung (Sijung) megye, délnyugatról Kanggje (Kanggye) városa, délről Szonggan (Sŏnggan) megye, délkeletről Rangnim (Rangrim) megye, keletről pedig Hvaphjong (Hwap'yŏng) megye határolja.
Legmagasabb pontja a 1787 méter magas Szarangbong (사랑봉; 舍廊峯, Sarangbong).

## Közigazgatása
1 községből (up (ŭp)) 10 faluból (ri (ri)) és 3 munkásnegyedből (rodongdzsagu (rodongjagu)) áll:
| - Csanggang-up (장강읍; 長江邑, Changgang-ŭp) - Mjongsin-ri (명신리; 明新里, Myŏngsin-ri) - Mudok-ri (무덕리; 武㯖里, Mudŏk-ri) - Szongdzsang-ri (성장리; 成章里, Sŏngjang-ri) - Sinszong-ri (신성리; 新城里, Sinsŏng-ri) - Vonphjong-ri (원평리; 院坪里, Wŏnp'yŏng-ri) - Csangphjong-ri (장평리; 長坪里, Jangp'yŏng-ri) | - Csanghang-ri (장항리; 獐項里, Janghang-ri) - Csongpho-ri (종포리; 從浦里, Jongp'o-ri) - Hjangha-ri (향하리; 香河里, Hyangha-ri) - Hjoksin-ri (혁신리; 革新里, Hyŏksin-ri) - Rangnim-rodongdzsagu (랑림로동자구; 狼林勞動者區, Rangrim-rodongjagu) - Szungbang-rodongdzsagu (승방로동자구; 勝芳勞動者區, Sŭngbang-rodongjagu) - Oil-rodongdzsagu (오일로동자구; 五一勞動者區, Oil-rodongjagu) |

## Gazdaság
Csanggang (Changgang) megye gazdasága bányászatra, energiatermelésre, mezőgazdaságra, és erdőgazdálkodásra épül.
Számos erőmű található itt, többek közt a Kanggje cshongnjon (Kanggye ch'ŏngnyŏn), a Sinszong (Sinsŏng), a Csongpho (Chongp'o), illetve a Csanggang (Changgang) 3. számú erőművek.
Területének 75%-a földművelésre alkalmas, ezekből 13%-ot rizsföldként, 12%-ot szedresként, 3%-ot gyümölcsösként hasznosítanak. Előfordul még kukorica, bab, és árpa termesztése is. Kanggje (Kanggye)-hez hasonlóan híres szőlőjéről.

## Oktatás
Csanggang (Changgang) megye kb. 40 oktatási intézménynek, köztük egy főiskolának, számos általános iskoláknak és középiskoláknak ad otthont.

## Egészségügy
A megye kb. 30 egészségügyi intézménnyel rendelkezik, köztük saját kórházzal.

## Közlekedés
A megye vasúti kapcsolattal rendelkezik Kanggje (Kanggye) és Manpho (Manp'o) felé. Megközelíthető továbbá közutakon.